# Glaudi Barsotti
Glaudi Barsotti (també escrit Claudi Barsòtti, en francès Claude Barsotti) (nascut a Marsella, el 26 de gener de 1934) és un escriptor i periodista occità.
Va ser oficial radiotècnic a la marina mercant i va viatjar pertot arreu, de l'Àsia a Europa passant per l'Àfrica. El van mobilitzar durant la Guerra d'Argèlia el 1956 i el 1957. Més tard, va deixar la marina per l'administració.
Militant a l'associació cultural Lo Calen, de Marsella, més tard a l'IEO, és també membre del Pen-Club de Lenga d'Òc.
El 1965, va crear el diari "La Sartan" que aviat es passaria a dir "Actualitat Occitana".
És també home de ràdio i de televisió (va col·laborar en el programa de televisió Vaquí de France 3 Méditerranée de Marsella).

## Les seves obres
- A flor e mesura, cronicas d'un jornalista, 1963
- Lo lop en Occitània, 1964
- Antologia deis escrivans sociaus provençaus (1875 a 1914), 1975
- La tèrra deis autres, roman, Vent Terral, 1979
- Le music-hall marseillais de 1815 a 1914, 1984
- Parlam provençau (obratge collectiu), 1971
- Un sègle de premsa occitana a Marselha de 1840 a 1940, 1981-1982
- Cronicas, 1990
- Bestiari d'Occitània, Lexic latin-occitan provençau-francés dei vertebrats d'Occitània, IEO Sector Recèrca, 1992 (255 p., ISBN 2-85910-116-0).
- Un papier sensa importància, roman, IEO, 1994
- Le bouil et le tian: la cuisine du terroir provençal, 1996, Ais de Provença, Edisud
- Testimòni d'un niston de la guèrra, autobiografia, IEO, 2002, ISBN 2-859103-22-8
- L'estraç, roman IEO, 2002, ISBN 2-859102-97-3
- Lo comunard de la Mitidjà, roman, IEO, ISBN 2-859103-87-2